# Marta Minujín
Marta Inés Minujín (Buenos Aires, 30 de enero de 1943) es una artista plástica argentina, conocida por sus obras vanguardistas producidas principalmente durante los años 1960, 1970 y 1980.
Minujín nació en Avellaneda, en la provincia de Buenos Aires. Habiendo vivido una infancia que ella misma ha descrito como “horrible”, Minujín estudió Bellas Artes en algunas escuelas nacionales sin recibirse. En 1961 presentó su primera exposición individual con tan solo 18 años e inició su breve paso por el informalismo. Ese año, Minujín consiguió una beca en Francia y para emanciparse falsificó su documento y se casó con el economista Juan Gómez Sabaini. En 1962 regresó a la Argentina, pero un año más tarde vuelve a París gracias a otra beca. Allí se vincula con el nuevo realismo y realiza su primer happening, La destrucción (1963), en el que colegas de Minujín destruyeron los trabajos de la artista.
De vuelta en Buenos Aires, Minujín presentó varios happenings, performances e instalaciones artísticas en el Instituto Di Tella, entre ellas la celebrada La Menesunda (1965). Durante fines de los años sesenta, Minujín se adhirió al movimiento contracultural hippie en Nueva York tras haber ganado la Beca Guggenheim, donde se volcó al arte pop y el arte psicodélico. Durante esta época y más tarde en la década de 1970, Minujín trabajó tanto en Buenos Aires como en Nueva York. A fines de los años setenta siguiendo las sugerencias de Roberto Mackintosh comienza con los obeliscos en movimiento y sus obras seccionables y a principios de los ochenta se vuelca al arte ambiental con obras como Repollos (1977) y Toronjas (1977), y a proyectos que desacralizaban mitos populares, como El obelisco de pan dulce (1979) y Carlos Gardel de fuego (1981). En 1983 y en celebración del retorno de la democracia en Argentina, Minujín presentó en la avenida 9 de Julio El Partenón de libros, formado con libros prohibidos durante la dictadura militar.
Durante los años ochenta su interés por la revisión de los mitos se vuelca a la escultura griega clásica, con obras que caen o se fragmentan como Venus de Milo cayendo (1986) y Joven helénico fragmentándose (1982); sin abandonar el arte de acción produciendo obras como su colaboración con Andy Warhol en 1985. Desde los años noventa su trabajo ha sido revalorizado y consagrado en diversos homenajes y retrospectivas. Actualmente, Minujín continúa trabajando como artista en su taller en el barrio porteño de San Cristóbal.

## Datos biográficos
Oriunda del barrio porteño de San Telmo, nació el 30 de enero de 1943, hija de un padre judío y una madre española. A la edad de 16 años, se casó en secreto con Juan Carlos Gómez Sabaini, un economista. Tuvieron dos hijos, Facundo Gómez Minujín, presidente de J.P. Morgan y expresidente de la Fundación arteBA, y Gala Gómez Minujín, también economista. Después de 62 años de matrimonio, enviudó en 2021. Es tía del actor Juan Minujín.

## Inicios
Comenzó sus estudios en las Escuelas Nacionales de Bellas Artes de Buenos Aires. Presentó su primera exposición personal en 1959 en el Teatro Agón. En 1960 obtuvo una beca del FNA que le permitió instalarse en París, donde participó en la muestra Pablo [Curatella] Manes y treinta argentinos de la Nueva Generación.

“Nosotros nos autodefinimos como pop. Arte popular, arte que todo el mundo puede entender, arte feliz, arte divertido, arte cómico. No un arte que es necesario entender, es un arte que es necesario gustar; que hace pop y lo entendés”.
Marta Minujín

## En París

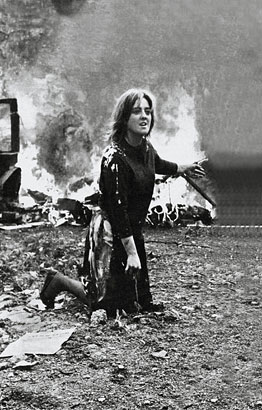
Marta Minujín durante su primer happening, La Destrucción, realizada en París.

Comenzó a realizar estructuras habitables, cubiertas de colchones encontrados entre los desechos de los hospitales parisinos. En el baldío del Impasse Roussin, realizó “La Destrucción” (1963), su primer happening: para esta obra reunió todas sus piezas con colchones e invitó a un grupo de "artistas" a “destruirlas” (Christo, Élie-Charles Flamand, Lourdes Castro, Mariano Hernández y Paul Getty). El mismo año, con Jean-Jacques Lebel, organizó el happening "El Gallo", en la Galería Raymond Cordier.
A su llegada a la Argentina, fue una de las pioneras en la representación de happenings en ese país junto a miembros del Instituto Di Tella de Artes.

## El Instituto Di Tella
En 1964 fue invitada al Premio Nacional Di Tella, centro de referencia de los artistas de la época, donde expuso “Eróticos en technicolor” y “Revuélquese y viva”. En la segunda obra los espectadores debían ingresar en una tienda de tela, goma pluma y madera, repleta de colchones multicolores, para echarse en la cama y dar vueltas para cumplir con el propósito explícito de la artista de unir “arte y vida”.
Ese mismo año realizó el happening “Cabalgata” frente a las cámaras de Canal 7, convirtiendo a la transmisión en algo inédito hasta ese momento. En la acción, unos caballos que tenían atados a sus colas recipientes con pintura, coloreaban algunos colchones; un grupo de atletas, al mismo tiempo, reventaban globos y dos músicos de rock eran envueltos con cinta adhesiva. Poco después, en el Estadio del Cerro, en Montevideo, presentó “Suceso Plástico”, una performance con quinientos pollos, mujeres gordas, atletas, bailarinas, quince motociclistas policiales, un helicóptero que arrojaba al público pollos vivos, talco y lechugas.

## La Menesunda

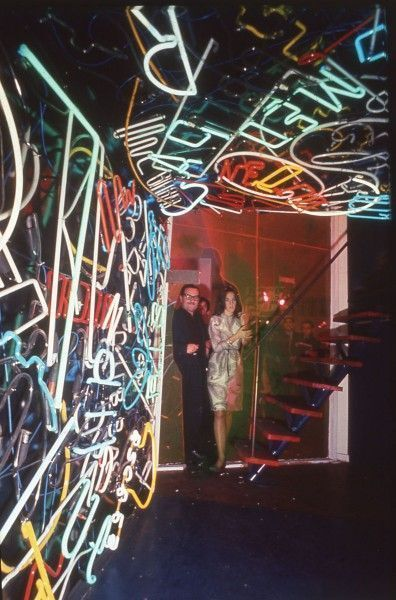
Marta Minujín y Rubén Santantonín entrando en su icónica obra La Menesunda, una de las primeras instalaciones en la historia del arte.

Lo social se manifiesta en su obra como preocupación socio-contextual que presenta distintos matices: el humor, la crítica y la exaltación. Entre mayo y junio de 1965, Marta Minujín y Rubén Santantonín presentaron La Menesunda en el Instituto Di Tella (realizada con la colaboración, en distintas tareas, de Pablo Suárez, David Lamelas, Rodolfo Prayon, Floreal Amor y Leopoldo Maler). Se trataba de una ambientación que el espectador debía recorrer a través de dieciséis zonas y situaciones diferentes, sin aviso previo de lo que en su interior ocurriría.
Si accedía en grupos de ocho personas por vez, luego de esperar en largas filas, se ingresaba a través de una silueta de un hombre recortada en una cortina de plástico transparente. Después se transitaba por un túnel de luces de neón que llevaba a un espacio con diez televisores encendidos con su volumen alto. Luego, se ingresaba en un dormitorio con una pareja en la cama. Otro túnel, con luces de neón y sonidos de la calle, conducía a una escalera con pasamanos de esponja y un fuerte aroma de perfume, que finalizaba en una gigantesca cabeza de mujer. Su interior estaba cubierto de cosméticos y una maquilladora atendía al público, aplicándole sus productos. Un canasto giratorio conducía al espectador maquillado a un túnel de paredes blandas y suelo gomoso. Al traspasar una puerta se entraba en un espacio oscuro con olor a consultorio dental, en el que había un disco telefónico gigante: para salir de la ambientación era necesario acertar el número a marcar. La salida era a través de una cámara frigorífica, con una temperatura de algunos grados bajo cero, llena de telas de todo tipo y color que cerraban el paso. Finalmente, se accedía a una cámara octogonal con espejos, que se oscurecía al ingresar el visitante. De inmediato se encendían luces negras y unos ventiladores hacían caer una lluvia de papel picado de colores. Como despedida, un aroma a frituras devolvía al espectador a su espacio cotidiano.

Decidimos reflejar Buenos Aires en una obra de arte de participación. Que la obra sin publico no era arte, y el publico no era público sino que participante y vivía en arte.
Marta Minujín, entrevista realizada por la Radio del Museo Reina Sofía.

En todo el conjunto se percibía cierto tono popular, en particular en la configuración visual del contexto, en las alusiones a la publicidad barata, en los carteles de plástico, en la decoración del gabinete de la maquilladora y en otros pasajes del recorrido.
En 2016, Minujín realizó una reconstrucción fiel de "La Menesunda" en el Museo de Arte Moderno de Buenos Aires. En 2019 repitió esta experiencia en el New Museum de Nueva York, titulada "La Menesunda Reloaded".

## Relación con Andy Warhol
De similares características e ideología, Minujín y Warhol compartieron una amistad cuando se conocieron en una galería de arte durante su estadía en Nueva York. Junto a él compartió el ambiente artístico de la época. En 1985 realiza la famosa obra fotográfica en la que paga al artista estadounidense la deuda externa argentina con choclos, según sus propias palabras, “el oro latinoamericano”.

“Llevé todos los choclos, hice una montaña, pusimos dos sillas y nos sacamos diez fotos. Yo agarraba el choclo, él subía, yo se lo ofrecía y él lo aceptaba. Así la deuda externa quedaba paga. Pensando que yo era la reina del pop por estos lados y él, el rey del pop por allá, tenía sentido que saldáramos la deuda. Después regalamos los choclos firmados a la gente. Esa fue la última vez que lo vi. Murió dos años después.”
Marta Minujín

## Utilización de tecnología

#### -Three Countries Happening(Buenos Aires, Berlín y Nueva York, 1966)[19]
En 1966, Martha realiza el happening llamado Three Countries Happening en colaboración con Allan Kaprow y Wolf Vostell. Consistió en tres sucesos que debían llevarse a cabo simultáneamente en tres ciudades distintas: Nueva York, Berlín y Buenos Aires. Minujín, desde Buenos Aires, participa con Simultaneidad en simultaneidad, acción que busca concientizar al público sobre la alienación producida por los medios de comunicación tan presentes en la vida cotidiana, usando como recurso la transmisión en vivo y comunicación por radio, TV, teléfono y telegramas.

#### -Minuphone(Nueva York, 1967)[20]
Aparentemente una cabina común y corriente de las calles de Nueva York, excepto que, al entrar, el usuario se encontraba con una sorpresa de efectos psicodélicos aleatorios. 
El artefacto contenía una pantalla de TV en la base, que mostraba el rostro de la persona que entraba. Al marcar un número, durante tres minutos se desataba una secuencia de efectos diversos que variaban de acuerdo con los números ingresados. Algunas de las experiencias incluían baños de colores psicodélicos, cambio de color en las paredes laterales, producción de eco en la voz y toma de una foto Polaroid, entre otros efectos.

#### -Minucode(Nueva York, 1968)[21]
Fue una “ambientación social” en formato de videoinstalación, presentada entre mayo y julio de 1968 en el Center for Inter-American Relations de Nueva York.
El ambiente involucró la realización de cuatro cócteles: uno para economistas, otro para integrantes del mundo de la moda, otro para artistas y el último para políticos. Cada uno reunió ochenta personas. Los participantes fueron seleccionados mediante un cuestionario publicado en 6 periódicos, donde interrogaba a los interesados sobre la actividad que llevaban a cabo en el campo económico, político, de la moda y artístico, si desarrollaban actividades en otras áreas y si preferían desempeñar el papel de “líderes” o de “participantes”.
Las personas seleccionadas asistieron a los sucesivos cócteles, según su campo de acción. Cada encuentro fue registrado por seis cámaras. El 27 de mayo, la exposición Minucode proyectaba las filmaciones de los cuatro cócteles, en una secuencia de 10 minutos cada una.

#### -Sound Happening(WashingtonD.C., 1972)[20]
Happening desarrollado en el Rock Creek Park, con apoyo de la Visual Aids Electronics Corp.
Minujín disloca sonidos dentro de un recorrido en un parque: a nivel del piso se escuchan pájaros; en las ramas de los árboles, un río y entre las plantas, autos y otros sonidos.

## Otras obras
En 1966 obtuvo la beca Guggenheim y se fue a vivir por 10 años, con leves interrupciones, a Nueva York. Desde 1980 Minujín realiza esculturas con apropiaciones de obras clásicas de la estatuaria grecorromana, de la renacentista, y hasta de las estatuillas cicládicas. Sus obras son reproducciones en yeso de esos modelos, fragmentados, desarticulados en secciones desplazadas.
Entre ellas, las más representativas y famosas son:
- La “Operación perfume” (1971) en Buenos Aires y varias réplicas en varios países.
- El “Obelisco acostado” (1978) en la Bienal de San Pablo.
- El “Obelisco de pan dulce” (1979) durante la Feria de las Naciones, Buenos Aires.
- La "Torre de pan de Joyce" (1980) en Dublín, Irlanda.
- El “Carlos Gardel de fuego”: una estructura metálica reproduciendo la imagen del cantor, rellena de algodón, que fue prendida fuego, como arte efímero. Medellín, Colombia (1981).
- La “Venus de queso” (1981)
- El “Partenón de libros”: una reproducción del Partenón de Atenas constituido con libros (1983).
- La “Torre de Babel de libros”: realizada como conmemoración a la elección de Buenos Aires como Capital mundial del libro (2011).
- El “Árbol de Navidad inflable”: realizada para la Navidad de 2014 en la plazoleta de entrada de Calle Florida, en Buenos Aires (2014).

Sus happenings y obras de arte efímero en general apuntan a la respuesta del espectador, y generalmente producen controversia y comentarios en los medios masivos de comunicación.

### Pinturas[21]
- Las 4 Estaciones de Vivaldi (1959)
- Mancha (1960)
- Movimiento interior (1960)
- Música acuática de Haendel (1960)
- Testimonio para una joven tumba (1960-1961)
- Abstracción (1961-1962)
- Freaking on Fluo (2010)

### Obra sobre papel[21]
- Diarios Underground (1968)
- El gol (1969)
- Buenos Aires, hoy ya! (1971)
- Arte agrícola en acción (1977)
- El Obelisco acostado (1978)
- Estructura tubular (1979)
- Carlos Gardel de fuego (1981)
- El Obelisco de pan dulce (1981)
- Partenón inclidado (1983)
- Plazoleta Tucumán (1983)
- Mitos universales de arte de participación masiva (1985)

### Esculturas[21]
- La Victoria cayendo (1981-2002)
- Venus de Milo cayendo (1986-2006)

### Colchones[21]
- Colchón (Eróticos en Technicolor) (1964-1985)
- ¡Revuélquese y viva! (1964-1985)
- Batido Technicolor (2006)
- Colchones (2006-2010)
- Amor a primera vista (2006-2010)
- Ensoñación en fucsia (2006-2010)
- Soñando en Technicolor (2006-2010)
- Trepando al infinito con neones (2006-2010)
- Ensoñación múltiple del martes (2007)
- All the lovely people (2010)
- Para hacer el amor inadvertidamente (2010)

### Soportes varios[21]
- Trajes hippies (1966-1973)
- Minuphone (1967)
- Frac-asado (1975)
- Partenón inclinado (1983)

### Ambientaciones[21]
- Marta Minujín y Rubén Santantonín La Menesunda (1965)
- El Batacazo (1965-1966)
- Minucode (1968)
- Importación-Exportación (1968)
- 200 Mattresses (1973)

### Acciones,happeningsy performances[21]
- La destrucción (1963)
- Suceso plástico (1965)
- Simultaneidad en simultaneidad (1966)
- Sound Happening (1972)
- Interppening (1972)
- Nicappening (1973)
- Kidnappening (1973)
- Imago Flowing (1974)
- Julián Cairol y Marta Minujín Four Presents: Time Aesthetically Registered (1974)
- La academia del fracaso (1975)
- Comunicado con tierra (1976)
- Espi-Art (1977)
- Arte agrícola en acción (1977-1979)
- Repollos (1977)
- Toronjas (1977)
- 3000 naranjas (1979)
- El Obelisco acostados (1978)
- El Obelisco de pan dulce (1979)
- La torre de pan de James Joyce (1980)
- Carlos Gardel de fuego (1981)
- El Partenón de libros (1983)
- Operación perfume (1987)
- Rayuelarte (2009)

## Programas en los que participó
- 2022: ¿Quién es la máscara?, donde se disfrazó de Hipocampo. Fue la segunda eliminada del certamen conducido por Natalia Oreiro.

## Premios y reconocimientos
- En 1964 ganó el Premio NacionaI del Instituto Torcuato Di Tella[22] con su ¡Revuélquese y viva! (una obra-instalación hecha con colchones).[23]
- En 1982 mereció el Premio Konex de Artes Visuales de Platino en la categoría Experiencias, así como un diploma al mérito en la misma categoría.[24]
- En 1992 recibió el diploma al mérito en la categoría de Nuevas Propuestas, entregado por la Fundación Konex en ocasión de los Premios Konex de Artes Visuales.[25]
- En 2002 mereció el Premio Konex de Artes Visuales de Platino en la categoría Instalaciones y Performances, así como un diploma al mérito en la misma categoría.[26]
- En 2011 recibió el Premio Carreras Creativas del Centro de Economía de la Creatividad de la Universidad del CEMA.[27]
- En 2012, por su fructífera trayectoria, Marta Minujín ha recibido una Mención Especial en los Premios Konex de Artes Visuales.[28]
- En 2016 se convirtió en la primera argentina en ganar el Premio Velázquez de las Artes Plásticas, galardón otorgado por el Ministerio de Educación, Cultura y Deporte de España, reconociendo así a la sobresaliente obra de la creadora "en el ámbito de las artes plásticas" y su aporte "a la cultura española e iberoamericana".[29] Según el jurado, mereció este galardón “porque con su máxima creativa ‘todo es arte’ ha sido pionera en nuevos comportamientos artísticos y en el desbordamiento de los marcos institucionales del arte y de los medios. Su posición contracultural y el compromiso político en un momento particularmente difícil se mantienen en la coyuntura internacional actual. Su desacralización de los mitos populares y la activación de los lazos sociales le han convertido en una precursora de las prácticas efímeras y relacionales”.[30]
- En 2018 recibió en Nueva York, de parte de la Americas Society, el Premio Americas Society al Logro Cultural[31] (Americas Society Cultural Achievement Award)[32] en reconocimiento por los excepcionales logros a lo largo de su carrera artística.[33]
- En 2021 recibió el premio a la trayectoria otorgado por la Revista Ñ (Clarín).[23]
- En 2022 Minujín recibió una distinción por parte de Lifetime (canal de televisión estadounidense) en la ceremonia de los Latin America Lifetime Awards, en reconocimiento de su talento, trayectoria y legado.[34]
- En 2022 mereció el Premio Konex de Artes Visuales de Brillante en la categoría Arte en el Espacio Público, así como un diploma al mérito en la misma categoría.[35]